# Тупиникин (язык)
Тупиникин (Sirionó, Tupinikin, Tupinaki, Tupinikim, Tupiniquim, Yuqui) — мёртвый язык, относящийся к третьей подгруппе тупи группы тупи-гуарани языковой семьи тупи, на котором раньше говорил народ тупиниким, которые проживают в штатах Баия и Эспириту-Санту в Бразилии. Его бывшие носители в настоящее время говорят на португальском языке.